# 19 août aux Jeux olympiques d'été de 2016
Le vendredi 19 août aux Jeux olympiques d'été de 2016 est le dix-septième jour de compétition.

## Faits marquants
En badminton, l'espagnole Carolina Marín devient la première européenne à remporter le titre en simple dames. Toutes les éditions précédentes ont été remportées par des asiatiques (Chine, Indonésie, Corée du Sud).
En taekwondo, l'ivoirien Cheick Cissé remporte le premier titre olympique de l'histoire de son pays. Sa compatriote Ruth Gbagbi remporte la médaille de bronze dans la catégorie des - de 67 kg.
En remportant le 4 x 100 m avec l'équipe de la Jamaïque, Usain Bolt réalise un troisième triplé consécutif 100 m, 200 m, 4 x 100 m.

## Programme
| Heure UTC-3 (Rio de Janeiro)                  |               |
| bleu                                          | Cérémonie     |
| neutre                                        | Épreuve       |
| or                                            | Finale        |
| orange                                        | Petite finale |
| rose                                          | Reporté       |
| gris                                          | Annulé        |
| Compétition masculine                         | Hommes        |
| Compétition féminine                          | Femmes        |
| Compétition mixte (hommes et femmes mélangés) | Mixte         |
| Compétition en couple (1 homme et 1 femme)    | Couple        |
| modifier                                      |               |

| Horaire | Discipline Spécialité | Discipline Spécialité                           | Discipline Spécialité                         | Phase                       | Résultats                                                                          | Références |
| ------- | --------------------- | ----------------------------------------------- | --------------------------------------------- | --------------------------- | ---------------------------------------------------------------------------------- | ---------- |
| 7 h 30  |                       | Golf Parcours féminin                           | Compétition femmes                            | Tour 3                      | -                                                                                  | -          |
| 8 h     |                       | Athlétisme 50 kilomètres marche                 | Compétition hommes                            | Finale                      | Matej Tóth · Jared Tallent · Evan Dunfee                                           |            |
| 8 h 30  |                       | Badminton Simple                                | Compétition hommes                            | Demi-finales                | -                                                                                  | -          |
| 8 h 30  |                       | Badminton Simple                                | Compétition femmes                            | Petite finale               | Li Xuerui w/o Nozomi Okuhara                                                       |            |
| 8 h 30  |                       | Badminton Simple                                | Compétition femmes                            | Finale                      | Carolina Marín 19-21, 21-12, 21-15 Pusarla Venkata Sindhu                          |            |
| 9 h     |                       | Canoë-kayak (course en ligne) C2 - 1 000 mètres | Compétition hommes                            | Séries                      | -                                                                                  | -          |
| 9 h     |                       | Canoë-kayak (course en ligne) C2 - 1 000 mètres | Compétition hommes                            | Demi-finales                | -                                                                                  | -          |
| 9 h     |                       | Canoë-kayak (course en ligne) K1 - 200 mètres   | Compétition hommes                            | Séries                      | -                                                                                  | -          |
| 9 h     |                       | Canoë-kayak (course en ligne) K1 - 200 mètres   | Compétition hommes                            | Demi-finales                | -                                                                                  | -          |
| 9 h     |                       | Canoë-kayak (course en ligne) K4 - 1 000 mètres | Compétition hommes                            | Séries                      | -                                                                                  | -          |
| 9 h     |                       | Canoë-kayak (course en ligne) K4 - 1 000 mètres | Compétition hommes                            | Demi-finales                | -                                                                                  | -          |
| 9 h     |                       | Canoë-kayak (course en ligne) K4 - 500 mètres   | Compétition femmes                            | Séries                      | -                                                                                  | -          |
| 9 h     |                       | Canoë-kayak (course en ligne) K4 - 500 mètres   | Compétition femmes                            | Demi-finales                | -                                                                                  | -          |
| 9 h     |                       | Taekwondo Poids moyens (-67 kg)                 | Compétition femmes                            | Huitièmes de finale         | -                                                                                  | -          |
| 9 h 15  |                       | Taekwondo Poids moyens (-80 kg)                 | Compétition hommes                            | Huitièmes de finale         | -                                                                                  | -          |
| 10 h    |                       | Lutte Lutte libre (-57 kg)                      | Compétition hommes                            | Tours éliminatoires         | -                                                                                  | -          |
| 10 h    |                       | Lutte Lutte libre (-74 kg)                      | Compétition hommes                            | Tours éliminatoires         | -                                                                                  | -          |
| 10 h 20 |                       | Gymnastique rythmique Concours individuel       | Compétition femmes                            | Qualifications              | -                                                                                  | -          |
| 11 h    |                       | Badminton Double                                | Compétition hommes                            | Finale                      | Fu Haifeng / Zhang Nan 16-21, 21-11, 23-21 Tan Wee Kiong / Goh V Shem              |            |
| 12 h    |                       | Hockey sur gazon Tournoi féminin                | Compétition femmes                            | Petite finale               | Allemagne 2-1 Nouvelle-Zélande                                                     |            |
| 12 h    |                       | Natation synchronisée Ballet                    | Compétition femmes                            | Épreuve libre               | -                                                                                  | -          |
| 12 h    |                       | Natation synchronisée Ballet                    | Compétition femmes                            | Finale                      | Russie · Chine · Japon                                                             |            |
| 13 h    |                       | Football Tournoi féminin                        | Compétition femmes                            | Petite finale               | Brésil 1-2 Canada                                                                  |            |
| 13 h    |                       | Volley-ball Tournoi masculin                    | Compétition hommes                            | Demi-finale                 | Italie 3-2 États-Unis                                                              |            |
| 13 h 30 |                       | BMX Course féminine                             | Compétition femmes                            | Demi-finales (run 1)        | -                                                                                  | -          |
| 13 h 40 |                       | BMX Course masculine                            | Compétition hommes                            | Demi-finales (run 1)        | -                                                                                  | -          |
| 14 h    |                       | BMX Course féminine                             | Compétition femmes                            | Demi-finales (run 2)        | -                                                                                  | -          |
| 14 h    |                       | Boxe Poids légers (−60 kg)                      | Compétition femmes                            | Finale                      | Estelle Mossely · Yin Junhua · Anastasiia Beliakova et Mira Potkonen               |            |
| 14 h    |                       | Boxe Poids moyens (−75 kg)                      | Compétition femmes                            | Demi-finale                 | -                                                                                  |            |
| 14 h    |                       | Boxe Poids mouches (−52 kg)                     | Compétition hommes                            | Demi-finale                 | -                                                                                  |            |
| 14 h    |                       | Boxe Poids super-légers (−64 kg)                | Compétition hommes                            | Demi-finale                 | -                                                                                  |            |
| 14 h    |                       | Boxe Poids super-lourds (+91 kg)                | Compétition hommes                            | Demi-finale                 | -                                                                                  |            |
| 14 h 10 |                       | BMX Course masculine                            | Compétition hommes                            | Demi-finales (run 2)        | -                                                                                  | -          |
| 14 h 30 |                       | Athlétisme 20 kilomètres marche                 | Compétition femmes                            | Finale                      | Liu Hong · Maria Guadalupe Gonzalez · Lu Xiuzhi                                    |            |
| 14 h 30 |                       | BMX Course féminine                             | Compétition femmes                            | Demi-finales (run 3)        | -                                                                                  | -          |
| 14 h 40 |                       | BMX Course masculine                            | Compétition hommes                            | Demi-finales (run 3)        | -                                                                                  | -          |
| 15 h    |                       | BMX Course féminine                             | Compétition femmes                            | Finale                      | Mariana Pajon · Alise Post · Stefany Hernandez                                     |            |
| 15 h    |                       | Équitation Saut d'obstacles individuel          | Compétition mixte (hommes et femmes ensemble) | Finale                      | Nick Skelton · Peder Fredricson · Eric Lamaze                                      |            |
| 15 h    |                       | Taekwondo Poids moyens (-67 kg)                 | Compétition femmes                            | Quarts de finale            | -                                                                                  | -          |
| 15 h 10 |                       | BMX Course masculine                            | Compétition hommes                            | Finale                      | Connor Fields · Jelle Van Gorkom · Carlos Alberto Ramirez                          |            |
| 15 h 15 |                       | Taekwondo Poids moyens (-80 kg)                 | Compétition hommes                            | Quarts de finale            | -                                                                                  | -          |
| 15 h 30 |                       | Basket-ball Tournoi masculin                    | Compétition hommes                            | Demi-finale                 | Espagne 76-82 États-Unis                                                           |            |
| 15 h 30 |                       | Handball Tournoi masculin                       | Compétition hommes                            | Demi-finale                 | France 29-28 Allemagne                                                             |            |
| 16 h    |                       | Lutte Lutte libre (-57 kg)                      | Compétition hommes                            | Repêchages                  | -                                                                                  | -          |
| 16 h    |                       | Lutte Lutte libre (-74 kg)                      | Compétition hommes                            | Repêchages                  | -                                                                                  | -          |
| 16 h    |                       | Lutte Lutte libre (-57 kg)                      | Compétition hommes                            | Finale                      | Vladimer Khinchegashvili · Rei Higuchi · Haji Aliyev et Hassan Habzali Rahimi      |            |
| 16 h    |                       | Lutte Lutte libre (-74 kg)                      | Compétition hommes                            | Finale                      | Hassan Aliazam Yazdanicharati · Aniuar Geduev · Jabrayil Hasanov et Soner Demirtas |            |
| 16 h    |                       | Pentathlon moderne Compétition féminine         | Compétition femmes                            | Natation 200 m nage libre   | -                                                                                  | -          |
| 16 h    |                       | Plongeon Haut-vol à 10 mètres                   | Compétition hommes                            | Éliminatoires               | -                                                                                  | -          |
| 17 h    |                       | Hockey sur gazon Tournoi féminin                | Compétition femmes                            | Finale                      | Pays-Bas 3-3 a.p. (0-2 t.a.b.) Grande-Bretagne                                     |            |
| 17 h    |                       | Taekwondo Poids moyens (-67 kg)                 | Compétition femmes                            | Demi-finales                | -                                                                                  | -          |
| 17 h 15 |                       | Taekwondo Poids moyens (-80 kg)                 | Compétition hommes                            | Demi-finales                | -                                                                                  | -          |
| 17 h 30 |                       | Football Tournoi féminin                        | Compétition femmes                            | Finale                      | Suède 1-2 Allemagne                                                                |            |
| 18 h    |                       | Pentathlon moderne Compétition féminine         | Compétition femmes                            | Escrime Tour de bonus       | -                                                                                  | -          |
| 19 h    |                       | Basket-ball Tournoi masculin                    | Compétition hommes                            | Demi-finale                 | Australie 61-87 Serbie                                                             |            |
| 19 h 30 |                       | Pentathlon moderne Compétition féminine         | Compétition femmes                            | Équitation Saut d'obstacles | -                                                                                  | -          |
| 20 h    |                       | Taekwondo Poids moyens (-67 kg)                 | Compétition femmes                            | Repêchages                  | -                                                                                  | -          |
| 20 h 15 |                       | Taekwondo Poids moyens (-80 kg)                 | Compétition hommes                            | Repêchages                  | -                                                                                  | -          |
| 20 h 30 |                       | Athlétisme Saut à la perche                     | Compétition femmes                            | Finale                      | Ekaterini Stefanidi · Sandi Morris · Eliza McCartney                               |            |
| 20 h 30 |                       | Handball Tournoi masculin                       | Compétition hommes                            | Demi-finale                 | Pologne 28-29 Danemark                                                             |            |
| 20 h 40 |                       | Athlétisme Relais 4 × 400 mètres                | Compétition femmes                            | 1er tour                    | -                                                                                  | -          |
| 21 h    |                       | Taekwondo Poids moyens (-67 kg)                 | Compétition femmes                            | Petite finale               | Farida Azizova 1-7 PTF Ruth Gbagbi                                                 |            |
| 21 h 5  |                       | Athlétisme Lancer du marteau                    | Compétition hommes                            | Finale                      | Dilshod Nazarov · Ivan Tsikhan · Wojciech Nowicki                                  |            |
| 21 h 10 |                       | Athlétisme Relais 4 × 400 mètres                | Compétition hommes                            | 1er tour                    | -                                                                                  | -          |
| 21 h 15 |                       | Taekwondo Poids moyens (-80 kg)                 | Compétition hommes                            | Petite finale               | Oussama Oueslati 14-5 PTF Steven Lopez                                             |            |
| 21 h 30 |                       | Taekwondo Poids moyens (-67 kg)                 | Compétition femmes                            | Petite finale               | Chia-Chia Chuang 3-7 PTF Nur Tatar                                                 |            |
| 21 h 40 |                       | Athlétisme 5 000 mètres                         | Compétition femmes                            | Finale                      | Vivian Jepkemoi Cheruiyot · Hellen Onsando Obiri · Almaz Ayana                     |            |
| 21 h 45 |                       | Taekwondo Poids moyens (-80 kg)                 | Compétition hommes                            | Petite finale               | Piotr Pazinski 0-12 PTG Milad Beigi                                                |            |
| 22 h    |                       | Pentathlon moderne Compétition féminine         | Compétition femmes                            | Combiné course/tir          | -                                                                                  | -          |
| 22 h    |                       | Pentathlon moderne Compétition féminine         | Compétition femmes                            | Finale                      | Chloe Esposito · Élodie Clouvel · Oktawia Nowacka                                  |            |
| 22 h    |                       | Taekwondo Poids moyens (-67 kg)                 | Compétition femmes                            | Finale                      | Haby Niaré 12-13 PTF Hyeri Oh                                                      |            |
| 22 h 15 |                       | Athlétisme Relais 4 × 100 mètres                | Compétition femmes                            | Finale                      | États-Unis · Jamaïque · Grande-Bretagne                                            |            |
| 22 h 15 |                       | Taekwondo Poids moyens (-80 kg)                 | Compétition hommes                            | Finale                      | Lutalo Muhammad 6-8 PTF Cheick Cissé                                               |            |
| 22 h 15 |                       | Volley-ball Tournoi masculin                    | Compétition hommes                            | Demi-finale                 | Russie 0-3 Brésil                                                                  |            |
| 22 h 35 |                       | Athlétisme Relais 4 × 100 mètres                | Compétition hommes                            | Finale                      | Jamaïque · Japon · Canada                                                          |            |

## Tableau des médailles provisoire
Après les finales du 19 août :
- Pays organisateur (Brésil)

| Rang  | Nation                           | Or  | Argent | Bronze | Total |
| ----- | -------------------------------- | --- | ------ | ------ | ----- |
| 1     | États-Unis                       | 38  | 35     | 32     | 105   |
| 2     | Grande-Bretagne                  | 22  | 21     | 13     | 56    |
| 3     | Chine                            | 21  | 17     | 22     | 60    |
| 4     | Allemagne                        | 14  | 8      | 12     | 34    |
| 5     | Russie                           | 13  | 16     | 20     | 49    |
| 6     | Japon                            | 12  | 6      | 20     | 38    |
| 7     | France                           | 9   | 13     | 14     | 36    |
| 8     | Italie                           | 8   | 10     | 6      | 24    |
| 9     | Pays-Bas                         | 8   | 4      | 4      | 16    |
| 10    | Australie                        | 7   | 11     | 10     | 28    |
| 11    | Corée du Sud                     | 7   | 3      | 8      | 18    |
| 12    | Hongrie                          | 7   | 3      | 4      | 14    |
| 13    | Espagne                          | 6   | 2      | 3      | 11    |
| 14    | Brésil                           | 5   | 5      | 5      | 15    |
| 15    | Croatie                          | 5   | 2      | 0      | 7     |
| 16    | Jamaïque                         | 5   | 0      | 2      | 7     |
| 17    | Nouvelle-Zélande                 | 4   | 8      | 3      | 15    |
| 18    | Kenya                            | 4   | 4      | 0      | 8     |
| 19    | Canada                           | 4   | 3      | 14     | 21    |
| 20    | Kazakhstan                       | 3   | 5      | 7      | 15    |
| 21    | Cuba                             | 3   | 2      | 4      | 9     |
| 22    | Argentine                        | 3   | 1      | 0      | 4     |
| 23    | Ukraine                          | 2   | 4      | 2      | 8     |
| 24    | Corée du Nord                    | 2   | 3      | 2      | 7     |
| 25    | Pologne                          | 2   | 2      | 4      | 8     |
| 26    | Belgique                         | 2   | 2      | 2      | 6     |
| 26    | Thaïlande                        | 2   | 2      | 2      | 6     |
| 28    | Colombie                         | 2   | 2      | 1      | 5     |
| 29    | Ouzbékistan                      | 2   | 1      | 5      | 8     |
| 30    | Grèce                            | 2   | 1      | 2      | 5     |
| 30    | Suisse                           | 2   | 1      | 2      | 5     |
| 32    | Slovaquie                        | 2   | 1      | 0      | 3     |
| 33    | Iran                             | 2   | 0      | 3      | 5     |
| 34    | Danemark                         | 1   | 6      | 6      | 13    |
| 35    | Afrique du Sud                   | 1   | 6      | 2      | 9     |
| 36    | Suède                            | 1   | 4      | 3      | 8     |
| 37    | Biélorussie                      | 1   | 3      | 2      | 6     |
| 38    | Arménie                          | 1   | 3      | 0      | 4     |
| 39    | Serbie                           | 1   | 2      | 1      | 4     |
| 39    | Slovénie                         | 1   | 2      | 1      | 4     |
| 41    | Indonésie                        | 1   | 2      | 0      | 3     |
| 42    | République tchèque               | 1   | 1      | 6      | 8     |
| 43    | Géorgie                          | 1   | 1      | 3      | 5     |
| 43    | Éthiopie                         | 1   | 1      | 3      | 5     |
| 45    | Roumanie                         | 1   | 1      | 2      | 4     |
| 46    | Bahreïn                          | 1   | 1      | 0      | 2     |
| 46    | Viêt Nam                         | 1   | 1      | 0      | 2     |
| 48    | Taipei chinois                   | 1   | 0      | 2      | 3     |
| 49    | Athlètes olympiques indépendants | 1   | 0      | 1      | 2     |
| 50    | Bahamas                          | 1   | 0      | 0      | 1     |
| 50    | Fidji                            | 1   | 0      | 0      | 1     |
| 50    | Jordanie                         | 1   | 0      | 0      | 1     |
| 50    | Kosovo                           | 1   | 0      | 0      | 1     |
| 50    | Porto Rico                       | 1   | 0      | 0      | 1     |
| 50    | Singapour                        | 1   | 0      | 0      | 1     |
| 56    | Azerbaïdjan                      | 0   | 4      | 6      | 10    |
| 57    | Malaisie                         | 0   | 3      | 1      | 4     |
| 58    | Turquie                          | 0   | 2      | 2      | 4     |
| 59    | Irlande                          | 0   | 2      | 0      | 2     |
| 60    | Lituanie                         | 0   | 1      | 3      | 4     |
| 61    | Inde                             | 0   | 1      | 1      | 2     |
| 61    | Mongolie                         | 0   | 1      | 1      | 2     |
| 63    | Algérie                          | 0   | 1      | 0      | 1     |
| 63    | Grenade                          | 0   | 1      | 0      | 1     |
| 63    | Philippines                      | 0   | 1      | 0      | 1     |
| 63    | Qatar                            | 0   | 1      | 0      | 1     |
| 63    | Venezuela                        | 0   | 1      | 0      | 1     |
| 68    | Norvège                          | 0   | 0      | 3      | 3     |
| 68    | Égypte                           | 0   | 0      | 3      | 3     |
| 70    | Israel                           | 0   | 0      | 2      | 2     |
| 70    | Tunisie                          | 0   | 0      | 2      | 2     |
| 72    | Autriche                         | 0   | 0      | 1      | 1     |
| 72    | Bulgarie                         | 0   | 0      | 1      | 1     |
| 72    | République dominicaine           | 0   | 0      | 1      | 1     |
| 72    | Estonie                          | 0   | 0      | 1      | 1     |
| 72    | Finlande                         | 0   | 0      | 1      | 1     |
| 72    | Kirghizistan                     | 0   | 0      | 1      | 1     |
| 72    | Maroc                            | 0   | 0      | 1      | 1     |
| 72    | Mexique                          | 0   | 0      | 1      | 1     |
| 72    | Portugal                         | 0   | 0      | 1      | 1     |
| 72    | Émirats arabes unis              | 0   | 0      | 1      | 1     |
| Total | Total                            | 247 | 247    | 291    | 850   |